# 卡米爾·格利克
卡米爾·亞采克·格利克（波蘭語：Kamil Jacek Glik，發音：[ˈkamʲil ˈɡlʲik] ⓘ；1988年2月3日—）是一位波蘭足球運動員，場上司职中後衛，現效力於波蘭足球甲級聯賽球隊克拉科維亞。他曽效力於意甲球隊拖連奴
，並且是球隊的隊長。他也代表波蘭國家足球隊參賽。